# Annemarie Roelofs
Annemarie Roelofs (Amstelveen, 1955) is een Nederlandse tromboniste, violiste en tuba-speelster. Ze is actief in de jazz, geïmproviseerde muziek, funk en popmuziek en componeerde voor theater en film.
Vanaf haar vijfde leerde Roelofs viool spelen. In de jaren zeventig studeerde ze viool en trombone aan het Sweelinck Conservatorium in Amsterdam en maakte ze in de stad deel uit van de free jazz-scene. In de zomer van 1978 werkte ze mee aan opnames voor een album van de art-rock-groep Henry Cow (Western Culture). In 1979 speelde ze in het Theater des Westens in West-Berlijn met een groep vier maanden lang de musical Cabaret en bleef daarna in de stad nog even hangen om bijvoorbeeld muziek voor kindertheater te componeren. Ook sloot ze zich in dat jaar aan bij de Feminist Improvising Group, een vrouwengroep met onder meer Maggie Nicols en de ex-Henry Cow-musici Lindsay Cooper en Georgie Born.
Begin jaren tachtig was ze actief in theater in Frankfurt, bijvoorbeeld in Die Abrazzo-Oper, onder meer gecomponeerd door Heiner Goebbels, Alfred Harth en Rolf Riehm. Met Goebbels, Hart, Riehm en anderen nam ze ook de plaat Es Herrscht Uhu im Land op (1980). In die jaren werkte ze ook mee aan de muziek voor enkele films van Helke Sanders. In 1984 begon ze voor het eerst samen te werken met de theateractrice en cabaretière Cornelia Niemann. Ze componeerde en arrangeerde voor theater en heeft met verschillende eigen groepen opgetreden, zoals The Wastewatchers (met onder meer de gitarist Johannes Krämer), het trombonistentrio Triple A (met daarin ook Annie Whitehead) en een duo met de pianiste Elvira Plenar, waarmee ze ook heeft opgenomen. Ze speelt tegenwoordig af en toe in United Womens Orchestra en in groepen van de violiste Ig Henneman.
Sinds 2002 is Roelofs professor ensemble, jazz en pop aan de Hochschule für Musik und Darstellende Kunst in Frankfurt am Main.

## Discografie (selectie)
- Canaille 91 (onder meer met Elvira Plenar), 1991
- Music from the Land of Milk & Honey, Victo, 1997
- Pas de deux (met Plenar), Audiolab, 1998